# Jeust
Der Jeust ist ein 585 m ü. NHN hoher Berg im Kellerwald in den nordhessischen Landkreisen Schwalm-Eder und Waldeck-Frankenberg.

## Geographie

### Lage
Der Jeust erhebt sich im Süden von Kellerwald und Naturpark Kellerwald-Edersee. Er liegt direkt westlich von Schönstein, einem an der etwas unterhalb dieses Dorfs in die Gilsa mündenden Norde gelegenen Gemeindeteil von Gilserberg. Etwa 2,5 km nordnordöstlich des Bergs befindet sich Dodenhausen, ein an der Norde gelegener Gemeindeteil von Haina, mit dem jenseits des Bachs befindlichen Wüstegarten (675,3 m) als höchstem Kellerwaldberg. Etwa 5 km westsüdwestlich liegt Gemünden an der Wohra. Die Gemeinde- und Stadtgrenzen von Gilserberg, Gemünden und Haina stoßen auf der Bergkuppe zusammen. Auf der Ostflanke des Berges entspringt der Gilsa-Zufluss Goldbach.
Über den Basaltgipfel des Jeust verläuft die Rhein-Weser-Wasserscheide. Nahe dem Gipfel liegt der Felsen Schönstein (ND). Auf dem Berg liegen Teile des Vogelschutzgebiets Kellerwald (VSG-Nr. 4920-401; 263,9949 km²).

### Naturräumliche Zuordnung
Der Jeust bildet gemeinsam mit dem durch das Tal des Gilsa-Zuflusses Norde abgetrennten nordöstlich gelegenen und Bergkamm Keller (mit dem Wüstegarten) in der naturräumlichen Haupteinheitengruppe Westhessisches Bergland (Nr. 34), in der Haupteinheit Kellerwald (344) und in der Untereinheit Hoher Kellerwald (344.0) den Naturraum Jeust und Keller (344.00).

## Wandern

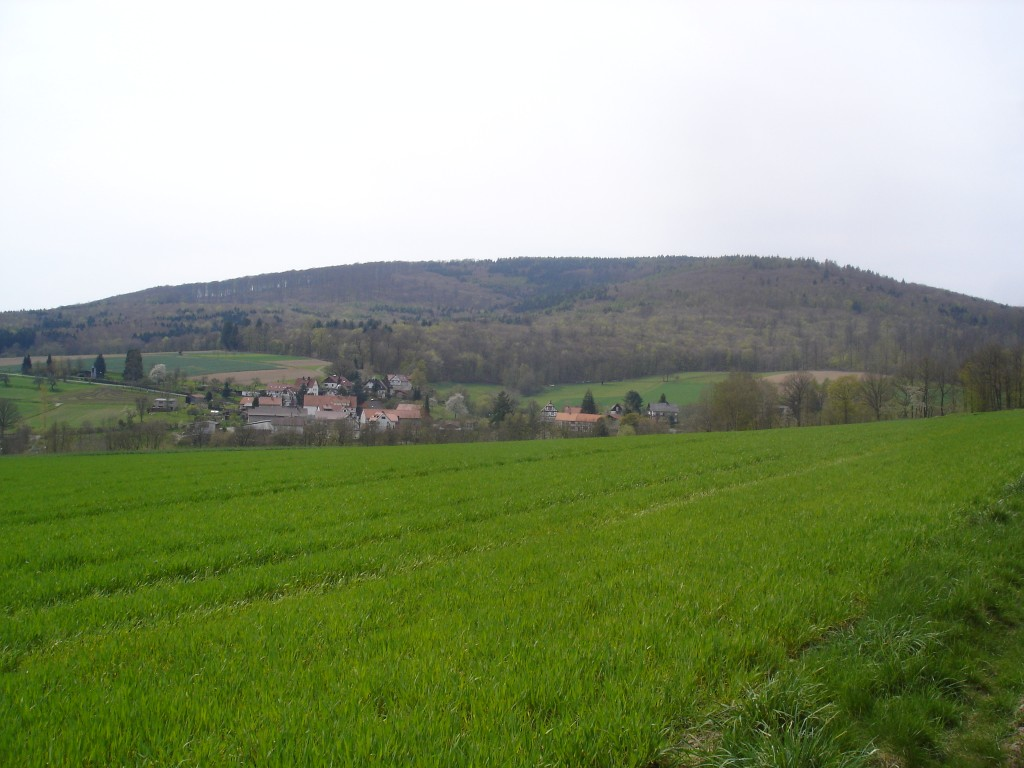
Ansicht von osten mit dem Dorf Schönstein in Bildmitte

Südlich und westlich um den Jeust herum führt im Abschnitt zwischen dem Gilserberger Ortsteil Schönau und dem Schönsteiner Ortsteil Battenhausen der Kellerwaldsteig (156 km langer Wanderweg im Naturpark Kellerwald-Edersee). Stichwege führen auf den Berg, auf dessen Gipfel eine offene Schutzhütte steht.